# Partido Popular Cristiano
Der Partido Popular Cristiano (deutsch: Christliche Volkspartei) ist eine christdemokratische und konservative Partei in Peru. Die Parteifarbe ist grün.

## Geschichte
Die Partei wurde 1966 als Abspaltung von der Democracia Cristiana Perus unter dem damaligen Bürgermeister von Lima, Luis Bedoya Reyes, gegründet. Damit ist sie neben der sozialdemokratischen APRA und der bürgerlichen Mittepartei Acción Popular eine der ältesten noch aktiven Parteien Perus. Ab 1968 war sie in der Opposition gegen die Militärdiktatur von Juan Velasco Alvarado. Hingegen unterstützte sie die Präsidentschaft des Acciópopulisten Fernando Belaúnde Terry und war an dessen Regierung von 1980 bis 1985 beteiligt.
Bei der Entscheidungswahl 1990 beteiligte sich der PPC am bürgerlichen FREDEMO-Bündnis, das die Kandidatur des liberalen Schriftstellers Mario Vargas Llosa unterstützte, der jedoch Alberto Fujimori unterlag. Bis 1992 leistete der PPC als führende Kraft im Senat Oppositionsarbeit, ab der Aushebelung der Verfassung durch Präsident Fujimori 1992 spielte er nur noch eine untergeordnete Rolle.
Gegen Ende der Herrschaft Fujimoris 2000 nahm die Partei ihre Aktivität wieder auf und betrieb intensiv die Ablösung des Diktators. Sie verband sich mit anderen Mitte-rechts-Parteien zur Unidad Nacional. Ihre Kandidatin bei der Präsidentschaftswahl 2001, Lourdes Flores verpasste als Dritte knapp die Teilnahme an der Stichwahl. Ein ähnliches Ergebnis, abermals mit Flores als Kandidatin, wurde 2006 eingefahren. 2008 zerbrach die Unidad Nacional und zu den Wahlen 2011 nahm der PPC als maßgebliche Kraft in der bürgerlichen Alianza por el Gran Cambio mit dem parteilosen Spitzenkandidaten Pedro Pablo Kuczynski teil. Im Kongress der Periode 2011–2016 waren die Christdemokraten mit sieben Abgeordneten vertreten.
Bei den Wahlen zum Kongress am 11. April 2021 konnte die Partei kein Mandat mehr erringen. Den geltenden Bestimmungen gemäß wurde sie daraufhin bis auf Weiteres aus dem amtlichen Verzeichnis der peruanischen Parteien (Directorio de Organizaciones Políticas) gestrichen („inscripción cancelada“), da sie die Mindestanforderungen für die Eintragung nicht mehr erfüllte.

## Internationale Verbindungen
International ist der Partido Popular Cristiano in der Christlich Demokratischen Internationale und der konservativen Internationalen Demokratischen Union organisiert.